# Paulinho McLaren
Paulo César Vieira Rosa, mais conhecido como Paulinho McLaren (Igaraçu do Tietê, 28 de setembro de 1963), é um treinador de futebol e ex-futebolista brasileiro, que atuava como atacante.
Atualmente, está no comando do Sertãozinho.
Paulinho é graduado em Educação Física pela UNIFAE, Centro Universitário das Faculdades Associadas de Ensino em São João da Boa Vista.

## Carreira

### Jogador
Paulinho começou a carreira no Bandeirante de Birigui, em 1981, com apenas 17 anos.
Em 1985, foi campeão e artilheiro da 3ª divisão do Campeonato Paulista, com 11 gols, atuando pelo Serra Negra EC.
Jogou no Sãocarlense em 1986, onde se projetou, e em 1987, no Comercial de Ribeirão Preto. Depois, passou por Barretos, em 1988, e Votuporanguense, em 1989, antes de chegar a uma grande equipe do cenário brasileiro.
No Atlético Paranaense, também em 1989, não teve muitas oportunidades e acabou se transferindo para o Figueirense. No time de Florianópolis, Paulinho provou ser um artilheiro, o que chamou a atenção de dirigentes santistas.
Paulinho chegou desacreditado ao Santos, mas aos poucos conquistou a torcida.  Sua primeira partida no Alvinegro foi no dia 17 de setembro de 1989, na Vila Belmiro, na derrota de 2 a 1 para o Vasco da Gama. Chegou a fazer boas duplas ao lado de Serginho Chulapa, Almir (ex-Grêmio) e Guga. Em sua primeira temporada no alvinegro, em 1989, Paulinho anotou 14 gols. Em 1990, novamente o mesmo número de gols; 14.
Ele foi artilheiro do Campeonato Brasileiro de Futebol de 1991, seu auge na carreira com 23 gols naquele ano. Foi neste ano que Paulinho virou Paulinho McLaren, em 18 de março, ao comemorar um gol contra o Vitória simulando pilotar um carro em homenagem ao Ayrton Senna. Uma semana após o jogo, aconteceria o Grande Prêmio do Brasil de Fórmula 1, em Interlagos. Em 1992, mais 13 gols, apenas no primeiro semestre, totalizando 57 gols em 142 jogos.
No final de 1992, Paulinho trocou o Santos pelo Porto, de Portugal. Lá, conquistou dois títulos: campeão português e supercampeão de Portugal, ambos em 1993.
No ano seguinte, o artilheiro voltou ao futebol brasileiro. Contratado pelo Internacional, Paulinho levantou mais uma taça, a do Campeonato Gaúcho de Futebol de 1994, além de ser artilheiro da Copa do Brasil do mesmo ano.
Depois do Inter, Paulinho jogou por Portuguesa (1994, 1995 e 1997), Cruzeiro (1995 e 1996), Fluminense (1997), Atlético Mineiro (1998), Miami Fusion (1998) e Santa Cruz (1999), onde encerrou sua carreira.
Pelo Cruzeiro, no Brasileirão de 1996, ele marcou o gol da vitória celeste sobre o Atlético-MG por 2 a 1, diante de 87.649 pagantes, no Mineirão, e imitou uma galinha, gerando grande polêmica.
Como jogador profissional, Paulinho McLaren marcou 483 gols entre 1981 e 1999.

### Treinador
Em 2008, passou a atuar como técnico da equipe sub-17 do Rio Claro, assumindo posteriormente a equipe profissional. Nas categorias de base do clube, com seu trabalho, formou uma equipe competitiva e revelou jogadores que estão hoje no Benfica de Portugal, Palmeiras e também na Traffic. Como auxiliar da equipe na Série A2 em 2009, ajudou a equipe no retorno para a Série A1 do Paulistão de 2010. Em 2010 e 2011, foi treinador do Rio Claro, que disputou a Série A2 do Campeonato Paulista.
Treinou a Itapirense, que disputou a Série A3 do Campeonato Paulista.
Em 2012, voltou ao comando do Rio Claro para a Série A2 do Campeonato Paulista. Ainda em 2012, no dia 10 de março, assumiu o comando do União São João após a saída de Jair Picerni. No fim de março do mesmo ano, assumiu o Capivariano. No clube de Capivari, ele conquistou o acesso à Série A2 de 2013, após ter terminado a disputa da Série A3 na segunda colocação do Grupo 3 da competição. Porém, ele foi demitido pela diretoria do clube no início de 2013.
Em 17 de março de 2013, foi anunciado como o novo treinador do Taubaté para a sequência da Série A3 do Campeonato Paulista. Em julho, no entanto, foi anunciada sua contratação pelo Al Ta'ee, da Arábia Saudita, onde Paulinho comandou até o final do ano.
Em janeiro de 2014, ele assumiu o comando técnico do Taubaté. No mesmo ano saiu do Taubaté.
Em 14 de novembro de 2014 Paulinho acertou com o Uberlândia Esporte Clube para a disputa do Campeonato Mineiro do Módulo II de 2015 seu principal objetivo no clube mineiro será conseguir o acesso para a primeira divisão do mineiro de 2016. Em 09 de março de 2015, foi demitido do clube do triângulo mineiro, apesar de estar na liderança do campeonato mineiro do módulo II, a diretoria do Uberlândia Esporte Clube alegou que a demissão do treinador foi por "razões especiais".
Em 27 de julho de 2015 Paulinho foi confirmado como novo treinador da equipe do São José-SP, para comandar a equipe paulista na continuação da Copa Paulista de 2015.
Em 31 de março de 2017 foi contratado para comandar novamente o Taubaté pelo Campeonato Paulista Série A2.
No dia 19 de outubro de 2017 McLaren foi confirmado como novo treinador do Barretos Esporte Clube, visando a temporada de 2018. O principal objetivo do novo treinador da equipe é levar o clube á Série A2 do Paulistão 2019. Na terceira divisão do Paulistão, o Barretos Esporte Clube sob o comando de Paulinho alcançou as semifinais do campeonato, batendo na trave para conseguiu o objetivo esperado que era o acesso para a A2 do estadual, com o clube sem calendário para o restante do ano, a diretoria liberou o treinador.
Em 9 de maio de 2018, Paulinho McLaren acertou com a Francana visando comandar o clube na sequência da A2 do Paulistão, a veterana se encontra na 4° colocação do grupo 3 com sete pontos.
Em 6 de março de 2019, foi contratado novamente pelo Taubaté para a disputa das cinco rodadas finais da primeira fase do Campeonato Paulista Série A2.
Em abril de 2021, deixa as categorias de base do São Caetano e passar a ser técnico interino do time principal. Em outubro do mesmo ano, assume como treinador do Bandeirante de Birigui onde teve um retrospecto de cinco vitórias, quatro empates e seis derrotas e a equipe terminou a primeira fase da A3 na nona colocação
Em junho de 2022, acertou com o Rio Branco-SP para a disputa do Campeonato Paulista Sub-23 Segunda Divisão. Em novembro do mesmo ano, retorna ao Bandeirante de Birigui para a disputa da Série A3 de 2023.
Em agosto de 2023, acertou com o Sertãozinho para o Paulista da Série A3 de 2024.

## Apelido
O apelido de McLaren surgiu no dia 18 de março 1991, quando atuava pelo Santos em jogo contra o Vitória, pelo Campeonato Brasileiro. Uma semana após o jogo, aconteceria o Grande Prêmio do Brasil de Fórmula 1, em Interlagos. Após marcar um gol, como forma de homenagear o ídolo nacional Ayrton Senna, Paulinho comemorou como se estivesse pilotando um carro de corrida. Na época, o piloto brasileiro disputava pela equipe britânica McLaren.

## Títulos

### Porto
- Campeonato Português: 1992-93
- Supertaça Cândido de Oliveira: 1991

### Internacional
- Campeonato Gaúcho: 1994

### Cruzeiro
- Copa Ouro: 1995